# メジャーリーグ・ラクロス
メジャーリーグ・ラクロス（英語：Major League Lacrosse、略称：MLL）は、北アメリカのセミプロフェッショナル・ラクロス・リーグである。現在、アメリカ合衆国の8チーム、1カンファレンス制で運営されている。

## 歴史
1999年にジェイク・スタインフェルド、デイブ・モロー、ティム・ロバートソンによって設立。2001年6月よりレギュラー・シーズンが開始された。
MLLのレギュラー・シーズンは5月から8月の間、開催される。MLLルールには、一部伝統的なラクロスと違ったルールが採用されている。
2001年1月に、初めてのドラフト会議が開催された。当初より6チームで運営されたが、2005年3月に、2006年シーズンよりロサンゼルスへ拡張しホーム・デポ・センターを本拠とすると発表した。さらに、デンバーへの拡張も発表し、その後シカゴ、サンフランシスコとチームの追加が続き、2006年シーズンではウェスタン・カンファレンスも創設され、計10チームとなった。
2008年シーズンの後、4チームが財政的な問題で運営を停止し、再び1カンファレンスでの運営となった。カナダのトロントがロチェスターのチーム参入権を買収する形で追加となり（スタッフと選手はトロントに移動したが、チーム名は将来の再参入のためロチェスターに残した）、2009年より6チーム1カンファレンス制に戻った。
2012年シーズンには2チームが追加、2016年シーズンにさらに1チームの参加がなされた。長期的には2019年までに16チームへ拡張するのが狙いである。2011年1月に、2012年シーズンより参加するのはノースカロライナ州シャーロットとオハイオ州コロンバスであるとの発表がなされた。2014年よりカナダのハミルトンが休止、フロリダ州ボカラトンが参加予定。

## リーグシステム
| 年   | チーム数 | 試合数 |
| 2001 | 6        | 14     |
| 2002 | 6        | 14     |
| 2003 | 6        | 12     |
| 2004 | 6        | 12     |
| 2005 | 6        | 12     |
| 2006 | 10       | 12     |
| 2007 | 10       | 12     |
| 2008 | 10       | 12     |
| 2009 | 6        | 12     |
| 2010 | 6        | 12     |
| 2011 | 6        | 12     |
| 2012 | 8        | 14     |
| 2013 | 8        | 14     |
| 2014 | 8        | 14     |
| 2015 | 8        | 14     |
| 2016 | 9        | 14     |
| 2017 | 9        | 14     |
| 2018 | 9        | 14     |
| 2019 | 6        | 16     |
| 2020 | 6        | 5      |

## 参加チーム
| チーム                                             | 都市                             | 本拠地                                                             | 設立   |
| -------------------------------------------------- | -------------------------------- | ------------------------------------------------------------------ | ------ |
| ボストン・キャノンズ（Boston Cannons）             | マサチューセッツ州ボストン       | ハーバード・スタジアム                                             | 2001年 |
| チェサピーク・ベイホークス（Chesapeake Bayhawks）  | メリーランド州アナポリス         | 海軍海兵隊記念スタジアム（Navy-Marine Corps Memorial Stadium）     | 2001年 |
| デンバー・アウトローズ（Denver Outlaws）           | コロラド州デンバー               | スポーツオーソリティー・フィールド・アット・マイル・ハイ           | 2006年 |
| ロングアイランド・リザーズ（Long Island Lizards）  | ニューヨーク州ヘンプステッド     | ジェームズ・M・スチュアート・スタジアム（James M. Shuart Stadium） | 2001年 |
| フィラデルフィア・バラージ（Philadelphia Barrage） | ペンシルベニア州フィラデルフィア | なし（移動チーム）                                                 | 2001年 |
|                                                    |                                  |                                                                    |        |
| 休止中                                             |                                  |                                                                    |        |
| シャーロット・ハウンズ（Charlotte Hounds）         | ノースカロライナ州シャーロット   | 米国在郷軍人会記念スタジアム                                       | 2012年 |

### 過去参加したチーム
| チーム                                                | 都市                             | 本拠地                                     | 設立   | 休止   |
| ----------------------------------------------------- | -------------------------------- | ------------------------------------------ | ------ | ------ |
| ニュージャージー・プライド（New Jersey Pride）        | ニュージャージー州ピスカタウェイ | ヤーキャック・フィールド                   | 2001年 | 2008年 |
| ロサンゼルス・リプタイド（Los Angeles Riptide）       | カリフォルニア州ロサンゼルス     | ホーム・デポ・センター                     | 2006年 | 2008年 |
| サンフランシスコ・ドラゴンズ（San Francisco Dragons） | カリフォルニア州サンフランシスコ | スパルタン・スタジアム                     | 2006年 | 2008年 |
| シカゴ・マシーン（Chicago Machine）                   | イリノイ州ブリッジビュー         | トヨタ・パーク                             | 2006年 | 2010年 |
| ハミルトン・ナショナルズ（Hamilton Nationals）        | オンタリオ州ハミルトン           | ロン・ジョイス・スタジアム                 | 2009年 | 2013年 |
| オハイオ・マシーン（Ohio Machine）                    | オハイオ州デラウェア             | セルビー・フィールド（Selby Field）        | 2012年 | 2019年 |
| フロリダ・ローンチ（Florida Launch）                  | フロリダ州ボカラトン             | FAUスタジアム                              | 2014年 | 2019年 |
| ロチェスター・ラトラーズ（Rochester Rattlers）        | ニューヨーク州ロチェスター       | サーレンズ・スタジアム（Sahlen's Stadium） | 2001年 | 2020年 |

## 観客動員数
| シーズン | チーム数 | 平均 観客動員数 | 最多                 | 最少                     | 出典   |
| -------- | -------- | --------------- | -------------------- | ------------------------ | ------ |
| 2006     | 10       | 4,295           | 11,634 (デンバー)    | 2,202 (シカゴ)           | [ 1 ]  |
| 2007     | 10       | 4,429           | 10,592 (デンバー)    | 2,243 (シカゴ)           | [ 2 ]  |
| 2008     | 10       | 4,515           | 10,853 (デンバー)    | 1,920 (ニュージャージー) | [ 3 ]  |
| 2009     | 6        | 5,557           | 10,127 (デンバー)    | 2,569 (シカゴ)           | [ 4 ]  |
| 2010     | 6        | 5,278           | 10,778 (デンバー)    | 2,729 (ハミルトン)       | [ 5 ]  |
| 2011     | 6        | 6,417           | 12,331 (デンバー)    | 1,214 (ハミルトン)       | [ 6 ]  |
| 2012     | 8        | 5,609           | 9,648 (ボストン)     | 1,838 (ハミルトン)       | [ 6 ]  |
| 2013     | 8        | 5,069           | 9,466 (デンバー)     | 1,991 (ロチェスター)     | [ 7 ]  |
| 2014     | 8        | 4,759           | 10,383 (デンバー)    | 1,204 (フロリダ)         | [ 8 ]  |
| 2015     | 8        | 4,384           | 9,502 (デンバー)     | 1,187 (ロチェスター)     | [ 9 ]  |
| 2016     | 9        | 4,268           | 9,390 (デンバー)     | 1,456 (ロチェスター)     | [ 10 ] |
| 2017     | 9        | 3,844           | 9,212 (デンバー)     | 1,586 (シャーロット)     |        |
| 2018     | 9        | 3,619           | 7,758 (デンバー)     | 1,364 (シャーロット)     |        |
| 2019     | 6        | 4,587           | 7,145 (チェサピーク) | 1,739 (アトランタ)       |        |